# Якубівський Михайло Михайлович
Михайло Михайлович Якубівський (нар. 21 листопада 1952 в с. Вербівка Ружинського р-ну Житомирської обл.) — український філолог, поет, етноґраф, журналіст. Жертва каральної психіатрії СРСР.

## Життєпис
З родини селян. Дід Герасим і прадід Віцько були розкуркулені і вигнані зі своїх хат. Батько Михайло за прояви протесту засуджений і етапований до Сибіру. Повернувшись до Вербівки, захворів і помер в 1955 році. Мати 40 років віддала колгоспові.
У 1968-му випускний за 8-й клас твір Якубівського про Шевченка, негативну реакцію учня на окупацію Чехословаччини та читання роману «Собор» О. Гончара оцінили як небезпечні для влади дії. Без відома рідних обманним чином у вересні 1968-го 15-річного підлітка-відмінника спровадили в Київську психлікарню («Глеваха»). Там поставили діагноз: рос. «шизофрения, простая форма», підстрахувавши себе — рос. «имеет право поступать в высшие учебные заведения».
1970 року твір на вступному іспиті в Київському університеті зі згадкою про роман «Собор» оцінили як ідейно невитриманий.
Рік працював літпрацівником районної газети «Прапор комунізму» в м. Чуднів.
1971 року вступив на філологічний факультет Київського університету, де вивчав, окрім рідної, ще й новогрецьку мову. З юних літ писав вірші.
18.03.1974 за окремою постановою Київського обласного суду у справі Є. Пронюка, В. Лісового і В. Овсієнка на факультеті відбулися комсомольські збори, які ошельмували Якубівського за конспектування трактату Івана Дзюби «Інтернаціоналізм чи русифікація?», за те, що не приховував своїх симпатій до заарештованого В. Овсієнка, з яким рік мешкав в одній кімнаті гуртожитку. Був виключений з комсомолу і 30.03.1974 з університету.
Улаштувався вантажником на Житомирському льонокомбінаті. За відмову доносити в КГБ про настрої робітників 13.06.1974 його ув'язнили і відвезли до Житомирської психлікарні «на Гуйві», де йому прописали сильнодіючі нейролептики. Виписали його через три місяці, 05.09.1974, зробивши якісь невідомі ін'єкції, від яких відходив рік: важко було навіть розмовляти.
Коли приїхав у Київ шукати захисту, його запроторили в Київську «Павлівку». За рік психіатричок Якубіський одержав понад 500 сильнодіючих ін'єкцій нейролептиків.
1976 улаштувався позаштатним кореспондентом газети «Київська правда», але не зміг виконати роль брехливого радянського журналіста.
З 1977 — науковий співробітник Музею народної архітектури й побуту. За спроби захистити неоціненні експонати, що гинули, звільнили в 1992.
19.08.1993, експертна комісія Асоціації психіатрів України (С. Глузман, В. Чернявський, Н. Верґун) визнала Якубівського психічно здоровим:
| На підставі вивчення медичних документів і результатів нинішнього обстеження експерти прийшли до висновку, що громадянин Якубівський Михайло Михайлович у період з 1968 до 1975 рр. хронічними психічними захворюваннями (шизофренією) не страждав і ознак психічних хвороб в даний час не виявляє. |
Звертався до прокуратури з вимогою реабілітації. Однак згідно з Законом України про реабілітацію жертв репресій від 17.04.1991 р. репресованими вважаються тільки засуджені.
Був безробітним, працював журналістом, помічником-референтом народних депутатів України.
Підготував і видав 2014 року книжку вибраних поезій братів Якубівських — Віталія і Михайла.
Якубівський Віталій. Материнка; Якубівський Михайло. Собори пам'яті. Вибрані поезії / Упоряд. М. Якубівський. — Житомир: Вид-во «Рута», 2014. — 312 с.

## Родина
1980 року одружився. Дружина Людмила, донька Ярослава 1982, син Тарас 1986 р.н. Живе в Києві.